# Otto Linné Erdmann
Pour les articles homonymes, voir Erdmann.
Otto Linné Erdmann (11 avril 1804 à Dresde - 9 octobre 1869 à Leipzig) est un chimiste allemand. Il s'est principalement illustré en chimie analytique, dans l'étude des minerais et des pigments. 
Il est également très impliqué dans la diffusion des nouvelles connaissances de l'époque en chimie appliquée en ayant été fondateur et rédacteur en chef de la plus ancienne revue de chimie publiée en Allemagne titrée Journal für praktische Chemie (Journal de Chimie pratique) et éditée de 1828 à 2000 (puis sous un autre nom depuis 2001),.

## Biographie
Fils de Karl Gottfried Erdmann, botaniste et médecin ayant introduit la vaccination en Saxe, et de Wilhelmine Friedericke Erdmann, née Geringemuth, Otto Linné Erdmann est né au début du XIXe siècle à Dresde.
Excepté un long voyage scientifique entre 1836 et 1842 durant lequel il s'attarda surtout à Giessen et à Paris, il passera alors presque toute sa vie au sein de ce royaume de Saxe en y étant d'abord étudiant puis à la fois professeur, chercheur et rédacteur en chef d'une revue de chimie.
Très jeune, Erdmann manifeste un intérêt pour les sciences et bénéficie déjà d'une bonne culture générale grâce à son père qui l'encourage à étudier la médecine. Alors âgé de seulement 16 ans, il commence à fréquenter l'académie médico-chirurgicale de Dresde en 1820. 
Cependant, durant ces études, il se découvre une passion pour la chimie et ses applications, une science encore en plein développement après les récents travaux de Lavoisier et de Davy. Il décide alors de se lancer dans son étude approfondie en intégrant, en 1822, l'université de Leipzig sous l'impulsion de Ludwig Wilhelm Gilbert qui y enseigne la physique. 
Erdmann passe sa thèse de doctorat en 1824, puis devient professeur associé trois ans plus tard et enfin professeur titulaire de la première chaire de « chimie technique » en 1830, fonction qu'il occupera tout le reste de sa vie.
En 1827, il fut admis à la loge maçonnique Apollo de Leipzig puis élu maître de chaire cinq ans plus tard. Erdmann était également membre de la société Harmony de Leipzig (de).
En tant que représentant de l'université de Leipzig, il fut, en 1839-1840, membre de la représentation parlementaire du royaume de Saxe.
En 1843, il fonde et dirige un nouveau laboratoire de l'université de Leipzig qui fut longtemps considéré comme une institution modèle dans son domaine de recherches. Il deviendra d'ailleurs président de cette université à partir de 1848.
En 1846, il est élu membre de l'académie royale des sciences de Saxe nouvellement fondée.
À partir de 1859, il devient membre étranger de l'académie bavaroise des sciences.
Otto Linné Erdmann était marié à Clara Erdmann, née Jungnickel. Trois fils et une fille sont issus de cette union dont le plus connu : Otto Wilhelm Erdmann, peintre de genre à Düsseldorf.
Sa vie de famille fut perturbée en 1863 par le décès de son épouse. Sa santé vigoureuse fut ébranlée en 1868 à Carlsbad par une péricardite. Erdmann succombera à une nouvelle crise, en 1869, à l'âge de 65 ans.

## Travaux scientifiques

### Activités de publications
En 1828, Erdmann fonda le Journal für Technische und Ökonomische Chemie qui devint en 1834 le Journal für praktische Chemie  (ISSN 0941-1216). Il en fut le rédacteur en chef jusqu'à sa mort en 1869.
Ses associés éditoriaux furent :
- Franz Wilhelm Schweigger-Seidel (de) (de 1833 à 1838) ;
- Richard Felix Marchand (de) (de 1839 à 1850) ;
- et August Friedrich Gustav Werther (de) (de 1853 à 1869).

Erdmann est également l'auteur de nombreux ouvrages dont :
- Über das Nickel (À propos du nickel) (1827) ;
- Lehrbuch der Chemie (Manuel de chimie) (1828) ;
- Über das Studium der Chemie (À propos de l'étude de la chimie) (1861).

### Activités de recherches
En tant que chercheur, il est surtout connu pour ses travaux sur le nickel et ses minerais. Il s'est aussi illustré dans l'étude des composés hétérocycliques colorés comme l’indigo, l'isatine (qu'il synthétisa en 1840, lors de son séjour à Paris, avec Auguste Laurent) ou encore d’autres pigments et colorants.
Avec son collaborateur d'édition, Richard Felix Marchand (de), il effectua également de nombreuses déterminations précises de masses atomiques.
En 1852, il est nommé conseiller de la direction de la compagnie du chemin de fer Leipzig-Dresde. Afin de remplacer les importations onéreuses de charbon anglais nécessaires au fonctionnement des locomotives à vapeur, il develope et met au point un procédé de désulfuration du coke du charbon saxon par ajout de chaux.